# Tony Bandmann
Tony Bandmann (* 17. Mai 1848 in Hamburg; † 3. Oktober 1907 ebenda) war eine deutsche Pianistin, Malerin, Klavierpädagogin und Theoretikerin der Klaviertechnik.

## Leben
Als Schülerin von Ludwig Deppe war sie eine der Ersten, die eine klare theoretische Auffassung von der Anwendung des Gewichts in der Klaviertechnik hatte. Seit 1893 mit einer Studie über die Tonbildung und Technik auf dem Klavier brachte sie wichtige Gründe zur Anwendung des Gewichts und der „Schulter-Arm-Hand-Kette“ bei der Tonbildung, im Gegensatz zur Klaviertechnik des 19. Jahrhunderts, die aus dem Cembalospiel hervorging und auf „Artikulation“ und „Unabhängigkeit“ der Finger basierte (beschrieben in der damals berühmten Klavierschule von Lebert und Stark). Sie arbeitete mit Adolf Steinhausen zusammen, der sein fundamentales Werk über die physiologischen Grundlagen der Klaviertechnik (1905) auf ihre Anregung schrieb. Sie selbst beschrieb die Prinzipien der Gewichtstechnik in ihrer 1907 veröffentlichten Abhandlung Die Gewichtstechnik des Klavierspiels, in deren Einführung Steinhausen schreibt: „das Werk von Bandmann bildet die Fortsetzung und Ergänzung meiner Studie“.
Zusammen mit anderen Pianisten und Klavierpädagogen – zumeist Schüler von Deppe, wie Amy Fay, Elisabeth Caland, Hermann Klose und Horace F. Clark-Steiniger – leistete Bandmann einen entscheidenden Beitrag für die Transformation der Klaviertechnik aus der „Fingertechnik“ in die „Gewichtstechnik“: Eine Transformation, die Ende des 19. und Anfang des 20. Jahrhunderts stattfand und ihre wichtigsten Unterstützer (wenn auch oft mit unterschiedlichsten Positionen) in Rudolf Breithaupt im deutschen Raum, Blanche Selva in Frankreich, Tobias Matthay in England und Bruno Mugellini in Italien hatte.

## Werke von Tony Bandmann
- Tonbildung und Technik auf dem Klavier, Leipzig: Breitkopf & Härtel, 1893
- Die Gewichtstechnik des Klavierspiels, mit einer Einführung von Friedrich Adolf Steinhausen, Leipzig: Breitkopf & Härtel, 1907 – (Digitalisat) – Neuausgabe Kessinger Pub Co 2010

## Sekundärliteratur
Ydefeldt, Stefan, Die einfache runde Bewegung am Klavier: Bewegungsphilosophien um 1900 und ihre Auswirkungen auf die heutige Klaviermethodik, (2018) Augsburg: Wissner Verlag orig. Schwedisch, ISBN 978-3-95786-136-8